# سامسونگ گلکسی اس۲۴

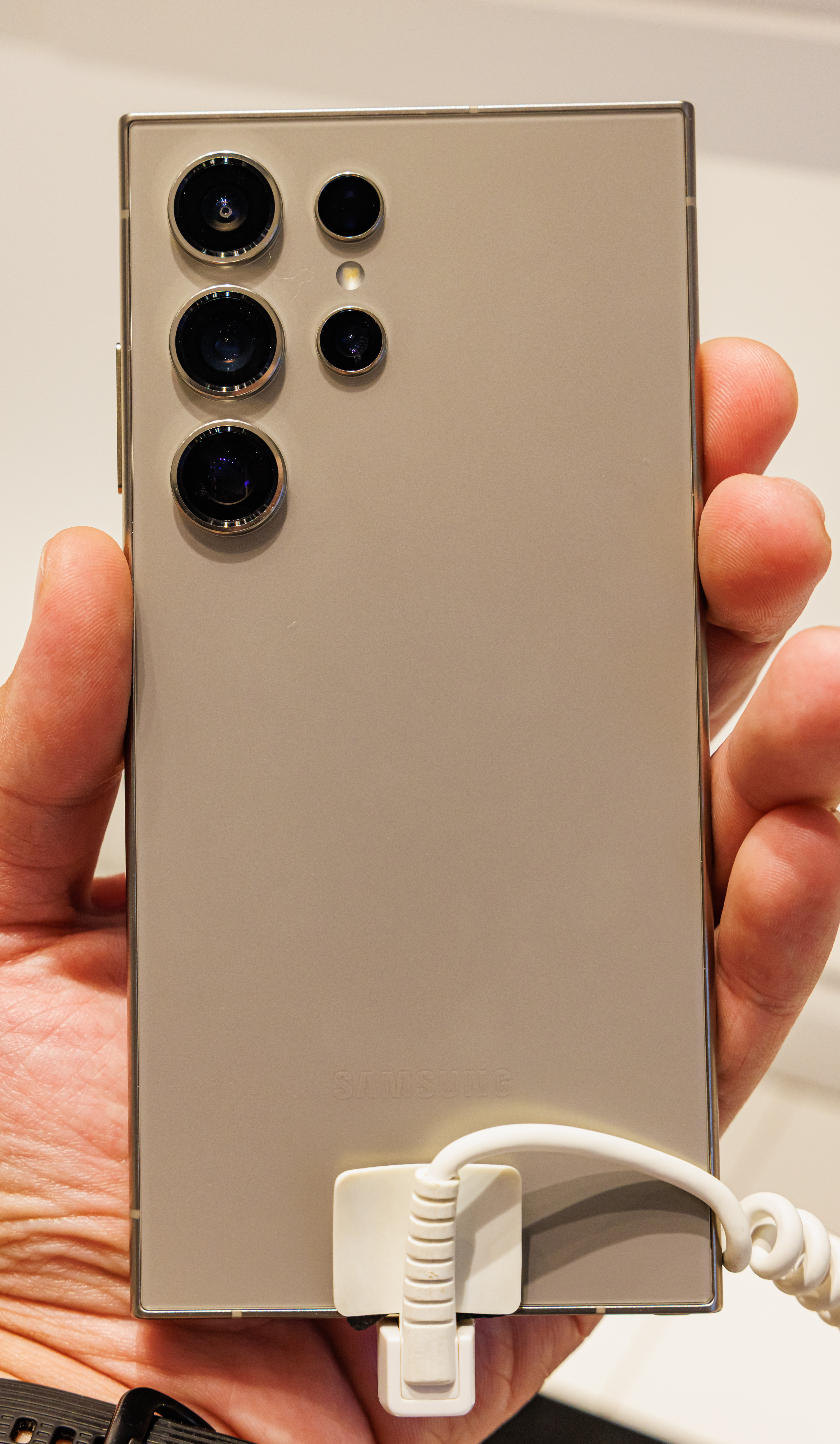
سامسونگ گلکسی اس۲۴ اولترا

سامسونگ گلکسی اس۲۴ مجموعه‌ای از تلفن‌های هوشمند پرچمدار مبتنی بر اندروید آست که توسط سامسونگ الکترونیکس به‌عنوان بخشی از سامسونگ گلکسی سری اس طراحی، توسعه، تولید و عرضه شده‌است. آنها در مجموع به‌عنوان جانشین سری سامسونگ گلکسی اس۲۳ شناخته می‌شوند. این گوشی‌ها در ۱۷ ژانویه ۲۰۲۴ و در رویداد گلکسی آنپکد ۲۰۲۴ و در کنار گلکسی ای‌آی، در سن خوزه، کالیفرنیا معرفی شدند.